# Heilig Hartkerk (Grivegnée)

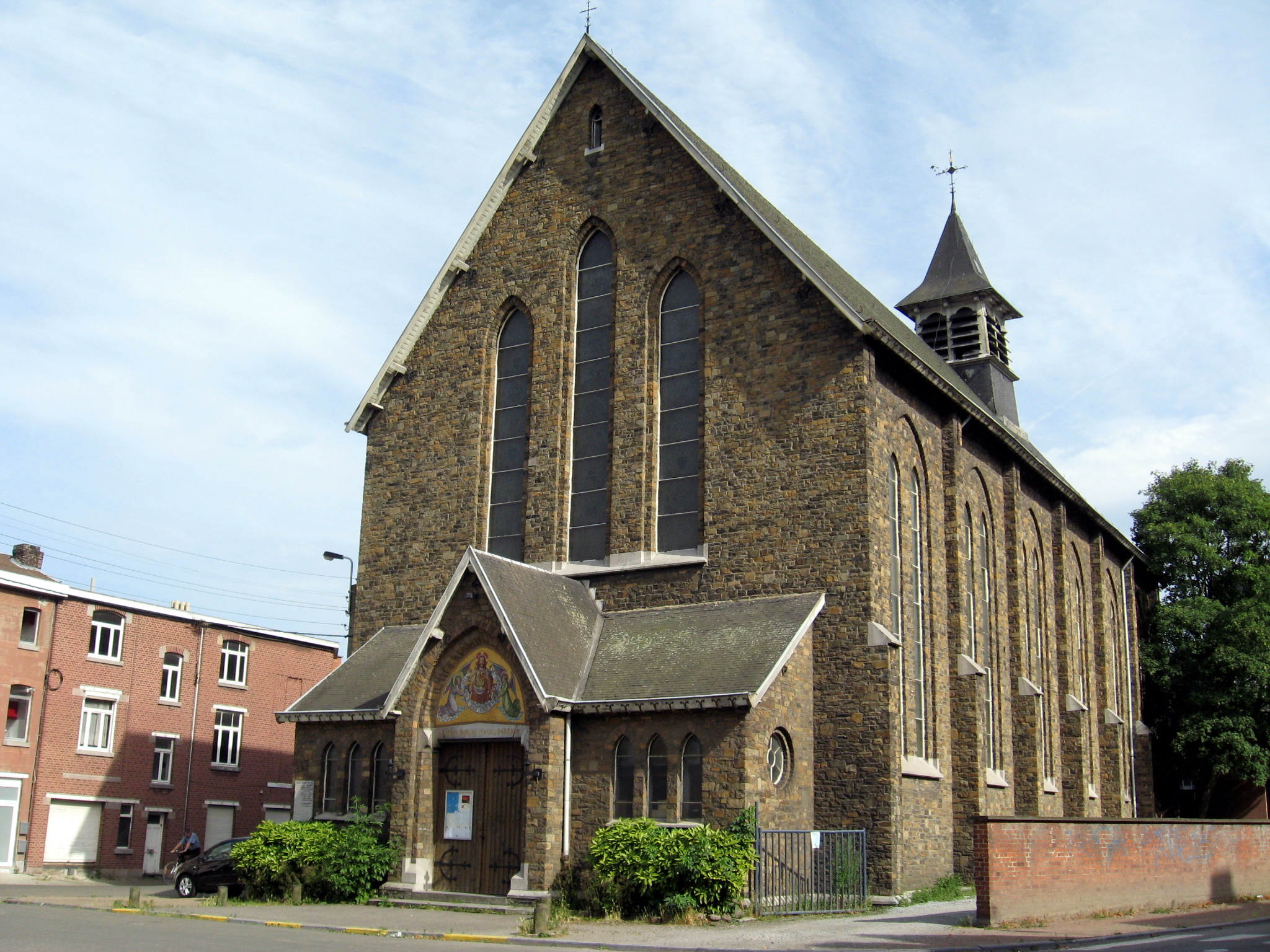
Heilig Hartkerk

De Heilig Hartkerk (Église du Sacre-Cœur) is een kerkgebouw in de Luikse deelgemeente Grivegnée, gelegen aan de Rue Nicolas Coumans in de buurtschap Robermont.

## Geschiedenis
In 1908 werd Robermont verheven tot parochie.
In 1910 werd de kerk gebouwd naar ontwerp van Émile Deshayes. Het is een eenbeukig neogotisch bouwwerk onder zadeldak, uitgevoerd in zandsteenblokken, met vlak afgesloten koor. Op het dak bevindt zich een dakruiter.
Het kerkmeubilair is neogotisch. De kerk bezit fraaie glas-in-loodvensters.